# Садовников, Виктор Иванович
Виктор Иванович Садовников (1886—1964) — оперный певец (тенор), композитор, музыкальный критик и вокальный педагог.

## Биография
Виктор Иванович Садовников родился 2 апреля 1886 год в селе Шульгино Тамбовской губерния в многодетной семье врача-ветеринара с 14 детьми. Имея хороший голос, с шести лет пел в местном хоре. В 1897 году, после окончания учебы в сельской школе, переехал с родителями в Воронежскую губернию. С 1900 по 1904 год учился в Тамбовском учительском институте. Потом, с 1904 года пел в московском Синодальном хоре. в 1905—1911 годах учился в Московской государственной консерватории имени П. И. Чайковского (педагог по пению — У. Мазетти), по классу композиции учился у педагогов: С. Танеева, А. Ильинского, Р. Глиэра (1909—1914). Образование продолжил в московском Народном университете им. Шанявского, в 1911—1914 годах учился там на историко-философском факультете. Одновременно с учебой, с 1907 года выступал под псевдонимом Поленов в концертах и в операх в городах Москве, Симбирске (1908, опера «Фаусте»), Пятигорске (1908), стал первым исполнителем партии Вестника в опере «Демон» русского композитора П. Бларамберга.
По окончании учебы, с 1914 года выступал как камерный певец, пел романсы Э. Грига, М. Балакирева, Ф. Шуберта, Ф. Листа, Р. Шумана и др. В Малом зале Московской консерватории выступал с концертами «Пушкин в русском романсе», концертами, посвященными творчеству С Рахманинова и П. Чайковского.
В 1909—1911 годах был дирижером и композитором в частном московском Театре К. Незлобина, в 1913—1914 годах работал в Москве дирижером театра «Водевиль». С 1918 по 1923 год был солистом и дирижером Оперной студии Большого театра. В Большом театре под руководством режиссера Константина Сергеевича Станиславского подготовил партию Ленского.
В 1921 году Виктор Иванович Садовников организовал в Москве оперно-симфонический оркестр и до 1929 года был его художественны руководителем, одновременно выступал с оркестром в Большом зале Московской консерватории, в Радиоцентре и других площадках столицы. В 1946 году был организатором и художественным руководителем мужского вокального квартет им. Ф. И. Шаляпина при Радиокомитете.
Виктор Иванович Садовников вел в стране большую преподавательскую деятельность. В 1911—1919 годах преподавал в Московской народной консерватории, пение и историю искусств вел в третьем Московском реальном училище Шелапутина. С 1919 по 1937 год преподавал по классу сольного пения в Музыкальном техникуме им. А. К. Глазунова и в музыкальных техникумах им. Гнесиных и им. А. В. Луначарского. В 1922—1930 годах был профессор Московской консерватории. Там же, с 1925 по 1927 годы был деканом вокального факультета, в 1930—1937 годах работал преподавателем (класс сольного пения, камерный и оперный) в Академическом музыкальном училище при Московской государственной консерватории имени П. И. Чайковского. В 1934—1937 годах работал в Татарской студии при Московской консерватории. С 1937 по 1938 и в 1941 по 1943 год был профессором и деканом вокального факультета Свердловской консерватории. С 1938 по 1941 год занимал должность профессора камерного класса и класса вокального ансамбля в Центральном заочном музыкально-педагогическом институте. В 1944—1964 годах преподавал по классу сольного пения в институте ГМПИ им. Гнесиных, профессор ГМПИ. Учениками Виктора Ивановича Садовникова в разное время были музыканты: П. Чекин, С. Вермель, С. Дейниченко, народный артист РСФСР (1957) Ф. Насретдинов.
В 1928 году он создал при Московской консерватории лабораторию экспериментальной фонетики. В 1930—1932 годах занимал должность старшего научного сотрудника НИИ радио и телевидения, с 1931 года был начальником вокальной лабораторией звуковой техники в этом же НИИ, написал ряд работ по исследованию человеческого голоса и методике пения.
В 1945—1947 годах работал старшим научным сотрудником Института теории и истории педагогики Академии педагогических наук. Одновременно, с 1934 по 1949 год работал художественным руководителем и дирижером созданных им оркестра научных работников и хоровой капеллы при Обкоме профсоюза работников высшей школы.
Похоронен на Ваганьковском кладбище.

## Музыкальные сочинения
- Кантата «15 лет Октября» (слова А. Ерковой, 1932), для хора и симфонического оркестра;
- Опера-сказка «У царевны Динь» (1909, Театр К. Незлобина, Москва);
- Поэма «Москва за нами» (слова С. Васильева, 1945), для солистов, хора, чтеца и симфонического оркестра;
- Кантата памяти В. И. Ленина (слова Д. Бедного, 1924), для солистов, хора и симфонического оркестра;
- Вокальные квартеты, романсы, песни на стихи русских поэтов, обработки народных песен;
- Я мать-сыра земля (слова П. Бутурлина, 1914), для голоса и симфонического оркестра.